# Mesa (Arizona)
Pour les articles homonymes, voir Mesa.
La ville de Mesa (en anglais [ˈmeɪsə]) est située dans le comté de Maricopa, dans l'État de l'Arizona, aux États-Unis. Mesa est une banlieue de Phoenix et forme par le nombre d'habitants la troisième ville de l'État, après Phoenix et Tucson. Selon ce même critère, Mesa est la 41e ville du pays et connaît une rapide croissance démographique. Les estimations de 2020 lui donnent une population de 504 258 habitants.

## Histoire
Mesa a été fondée en janvier 1878 par des pionniers mormons, qui composent aujourd'hui un dixième de sa population. Mesa est le centre de leur église pour la région de Phoenix.
L'histoire de Mesa remonte cependant à plus de 2 000 ans, avec l'arrivée du peuple Hohokam. Les Hohokam, dont le nom signifie « totalement épuisés » ou « les défunts », construisirent le système de canaux original. Les canaux comptaient parmi les plus grands et les plus sophistiqués de l’Amérique préhistorique.

## Géographie
Selon le Bureau du recensement des États-Unis, la ville a une superficie totale de 324,2 km2, dont 323,7 km2 de terre et 0,6 km2 d'eau, soit 0,16 % du total. Son altitude moyenne est d'environ 378 m puisque la ville s'étend sur un plateau situé à une trentaine de mètres au-dessus de Phoenix, d'où son nom de mesa donné par les premiers colons.

## Culture
La ville compte plusieurs musées :
- Arizona Museum for Youth
- Commemorative Air Force Museum
- Mesa Historical Society and Museum
- Mesa Southwest Museum
- Sirrine House

Les habitants disposent de trois bibliothèques publiques :
- Main Library (MN)
- Dobson Ranch Branch (DR)
- Red Mountain Branch (RM)

### Musique

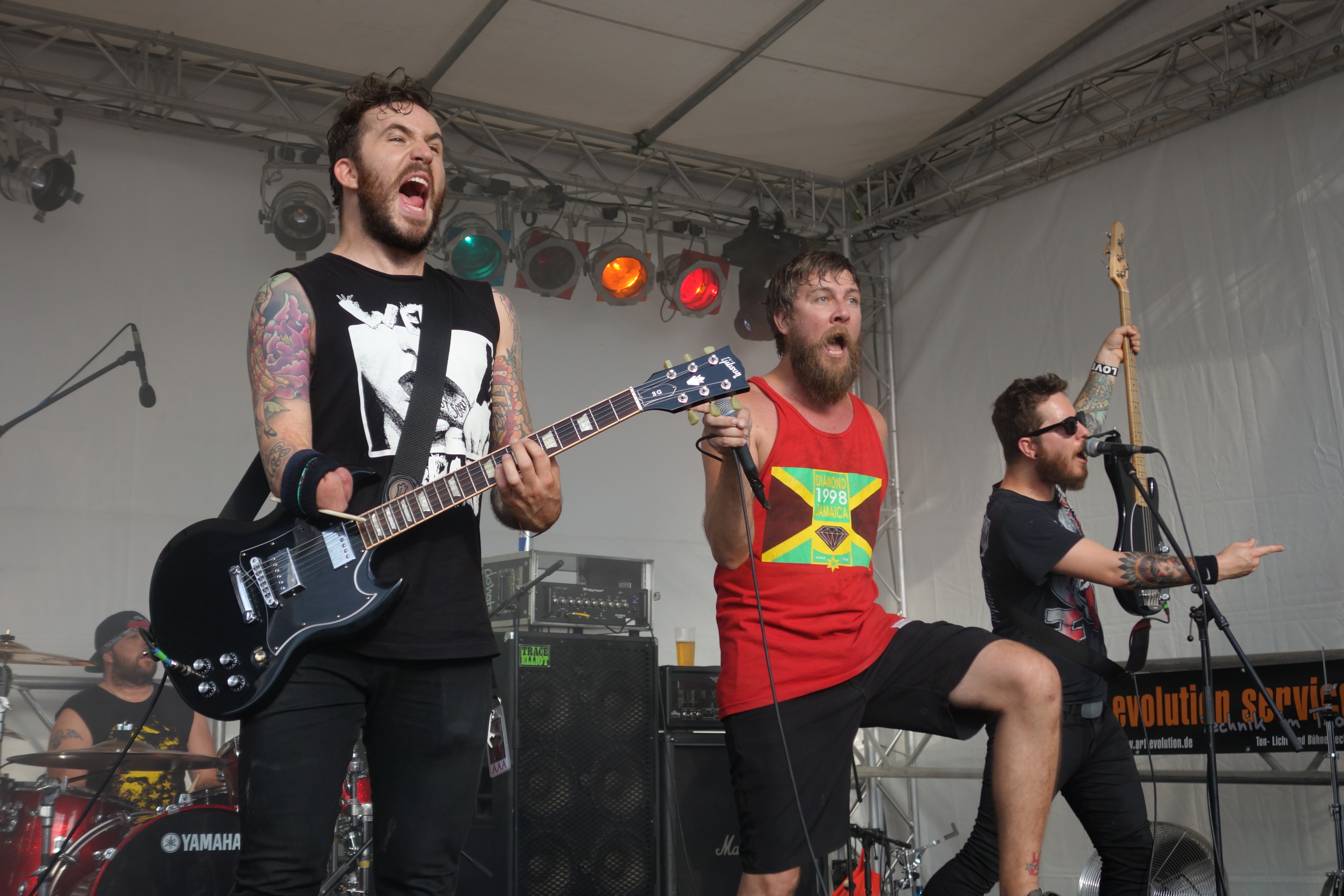
Le groupe Authority Zero vient de Mesa. (Ici au concert à Francfort)

Le groupe de punk rock Authority Zero vient de Mesa. Le groupe existe depuis 1994 et a sorti huit albums studio à ce jour. Authority Zero donne des concerts partout dans le monde.

## Éducation
Presque toute la ville fait partie du district scolaire du Mesa Public Schools. Les Gilbert Public Schools dirigent une partie du sud de Mesa, et le Tempe Elementary School District s'occupe, avec le Tempe Union High School District, d'une petite portion de l'ouest de Mesa.
Parmi les établissements d'enseignement supérieur, Mesa est le lieu d'implantation de la CAE Oxford Aviation Academy Phoenix qui forme plus de 400 pilotes de ligne par an sur le site de l'aéroport de Mesa-Falcon Field.

## Démographie
La population de Mesa s'élève à environ 450 000 habitants. Bien que Mesa soit une banlieue, elle a une population plus importante que les villes de Saint-Louis, Miami et Pittsburgh. Cependant elle reste une ville-dortoir caractérisée par un grand étalement urbain. Son centre-ville est minimal et consiste en quelques bâtiments qui se distinguent des pavillons, sans dépasser les deux étages. Néanmoins, la construction du Mesa Arts Center en 2005 est peut-être le premier pas de la création d'un véritable centre.
| Groupe            | Mesa | Arizona | États-Unis |
| ----------------- | ---- | ------- | ---------- |
| Blancs            | 77,1 | 73,0    | 72,4       |
| Autres            | 11,3 | 11,9    | 6,2        |
| Afro-Américains   | 3,5  | 4,1     | 12,6       |
| Métis             | 3,4  | 3,4     | 2,9        |
| Amérindiens       | 2,4  | 4,6     | 0,9        |
| Asiatiques        | 1,9  | 2,8     | 4,8        |
| Océano-Américains | 0,4  | 0,2     | 0,2        |
| Total             | 100  | 100     | 100        |
|                   |      |         |            |
| Latino-Américains | 26,4 | 29,7    | 16,7       |

Selon l'American Community Survey, pour la période 2011-2015, 78,8 % de la population âgée de plus de 5 ans déclare parler l'anglais à la maison, 17,40 % déclare parler l'espagnol et 3,80 % une autre langue.
| 1900 | 1910  | 1920  | 1930  | 1940  | 1950   |
| ---- | ----- | ----- | ----- | ----- | ------ |
| 722  | 1 692 | 3 036 | 3 711 | 7 224 | 16 790 |

| 1960   | 1970   | 1980    | 1990    | 2000    | 2010    |
| ------ | ------ | ------- | ------- | ------- | ------- |
| 33 772 | 63 049 | 152 404 | 288 104 | 396 375 | 439 041 |

## Transports

### Air
La ville de Mesa dispose de deux aéroports sur son territoire :
- l’aéroport de Phoenix-Mesa-Gateway, au sud, ancienne base militaire, utilisé pour des lignes intérieures.
- l’aéroport de Mesa-Falcon Field, au nord, un aéroport utilisé pour l'aviation générale.